# Celebes Środkowy
Celebes Środkowy (indonez. Sulawesi Tengah) – prowincja w Indonezji na wyspie Celebes. Powierzchnia 61 841 km²; 2 990 000 mieszkańców (2020); stolica Palu. Utworzona 23 września 1964 r. z części prowincji Celebes Północny.
Obejmuje północno-wschodnią część wyspy z wyjątkiem wschodniej części półwyspu Minahasa oraz kilka archipelagów leżących na wschód od Celebes (wyspy Banggai, wyspy Togian). Bardzo górzysta powierzchnia (Sojol 3030 m n.p.m.) utrudnia dostępność wielu miejsc, jest też jedną z przyczyn słabego rozwoju prowincji.
Gospodarka: rolnictwo (ryż, palma kokosowa, kopra); rybołówstwo; eksploatacja lasów; turystyka. Główne miasta: Palu, Luwuk, Poso.

## Podział administracyjny
Celebes Środkowy dzieli się na 1 okręg miejski i 9 dystryktów.
| Nazwa          | Obszar (km²) | Populacja Cenzus 2000 | Populacja Cenzus 2010 | Stolica       |
| -------------- | ------------ | --------------------- | --------------------- | ------------- |
| Buol           |              | 98 005                | 132 381               | Buol          |
| Toli-Toli      |              | 173 525               | 211 283               | Toli-Toli     |
| Parigi Moutong | 6232         | *                     | 413 645               | Parigi        |
| Palu           |              | 269 083               | 335 297               | Palu          |
| Donggala       | 10 472       | 732 126               | 277 236               | Banawa        |
| Sigi           | 5196         | *                     | 214 700               | Sigi Biromaru |
| Poso           |              | 232 765               | 209 252               | Poso          |
| Tojo Una-Una   |              | #                     | 137 880               | Ampana        |
| Morowali       |              | 160 797               | 206 189               | Bungku        |
| Banggai        |              | 271 725               | 323 872               | Luwuk         |
| Wyspy Banggai  |              | 141 175               | 171 685               | Banggai       |
| Suma           | 61 841       | 2 175 993             | 2 633 420             | Palu          |

* włączone do populacji dystryktu Donggala

# włączone do populacji dystryktu Poso